# بيدرو سولبيس
بيدرو سولبيس (ولد في 31 أغسطس 1942، إل باينوس) اقتصادي وسياسي إسباني. كان رئيس مؤسسة فرايد البحثية التي تتخذ من مدريد مقراً لها.

## الحياة المهنية
بينما كان مستقلاً بمعنى عدم الانتماء إلى أي حزب، كانت أدواره الوزارية المختلفة في إسبانيا دائمًا ضمن خزائن حزب العمال الاشتراكي. منذ عام 1985 حتى عام 1991 شغل منصب وزير الدولة الثالث للجماعات الأوروبية. شغل منصب وزير الزراعة والثروة السمكية (1991-1993) ووزير المالية (1993-1996) في حكومتي فيليبي غونزاليس، وكذلك نائبًا عن أليكانتي عن نفس الحزب حتى عام 1999.
تم تعيينه من قبل رئيس الوزراء الإسباني خوسيه ماريا أزنار من الحزب المنافس الرئيسي حزب الشعب، وكان سولبيس مفوضًا أوروبيًا للشؤون الاقتصادية والنقدية في المفوضية الأوروبية برئاسة رومانو برودي (مفوضية برودي).
ثم شغل سولبيس منصب النائب الثاني للرئيس ووزير الاقتصاد والمالية في حكومة خوسيه لويس رودريغيز زاباتيرو التي شغلها من 2004 إلى 2009.